# Karl Kirk
Karl Kirk, född 5 april 1890, död 6 mars 1955, var en dansk gymnast.
Kirk tävlade för Danmark vid olympiska sommarspelen 1912 i Stockholm, där han var med och tog silver i lagtävlingen i svenskt system. 